# ドンキーコングのクレイジー・トロッコ
- ユニバーサル・パークス&リゾーツ > USJ > USJのアトラクション > ドンキーコングのクレイジー・トロッコ
- スーパー・ニンテンドー・ワールド > ドンキーコングのクレイジー・トロッコ
- ドンキーコングシリーズ > ドンキーコングのクレイジー・トロッコ

ドンキーコングのクレイジー・トロッコ（英：Minecart Madness）は、世界のユニバーサル・スタジオ・テーマパークにあるスーパー・ニンテンドー・ワールド内に設置されているローラーコースター型アトラクションである。

## 存在するパーク
- ユニバーサル・スタジオ・ジャパン
- ユニバーサル・エピック・ユニバース（ユニバーサル・オーランド・リゾート）

## 概要
2021年9月28日、『ドンキーコング』シリーズをテーマにしたエリアの拡張が2024年に開業予定であることが発表された。その後、2023年12月5日に行われた「『スーパー・ニンテンドー・ワールド』エリア拡張キックオフ・プレゼンテーション」で、このエリアが「ドンキーコング・カントリー」という名称で正式に発表され、ローラーコースター「ドンキーコングのクレイジー・トロッコ」に関する新情報も公開された。2024年4月19日、開業時期を2024年後半に延期することが発表された。
2024年11月12日のNintendo Directで、2024年12月11日にオープンすることが発表された。2024年11月27日からユニバーサル・プライム年間パス・グランロイヤル所持者を対象に先行体験が開始された。同年12月10日には前夜祭が行われ、オープン日である12月11日のパークオープン前にオープンイベントが開催され、「ドンキーコング・カントリー」がオープンした。

## ストーリー
ゲストは「黄金のしんでん」へと入り、トロッコに乗ってタル大砲から飛び出し、「ドンキーコング・カントリー」内を駆け巡り、途切れたレールを飛び越えてジャンプする。広大なジャングルでティキ族からゴールデンバナナを守る冒険へと出発する。

### 待ち列・プレショー
ゲストは黄金のしんでんへと進むことになる。待ち列内には、パワーアップバンドを利用したギミックがいくつか設置されており、その中には「ピタリとペタリの像」という2箇所のタッチポイントを同時に触れることでスタンプが付与される仕組みがあり、天井にはバナナの模様が現れる。そのほかにも「さるカミさまの口」などのタッチポイントが用意されている。さらに進むと、クランキーコングとスコークスが登場し、トロッコに乗ってゴールデンバナナを取り返すという冒険の説明がされる。

### ライド
ベルトコンベア式の乗り場でトロッコに乗車したゲストは、左手にディクシーコングの応援を受けながら巻き上げ部へと進む。頂上付近で加速し、タル大砲から飛び出した後、建物の中に入る。内部では、ドンキーコングとディディーコングの乗ったトロッコが接触しそうになり、右旋回しながら急降下していく。この時に写真か撮られる。その後、屋外に出り上には針が刺さった山が見え、途切れたレールを飛び越えていく。その後、ドラゴンの形をした石像からミストを浴びせられながら遺跡に進入し、屋内へと入る。遺跡内では、途切れたレールを隣のレールへ飛び越えていき、モグリャーや巨大な岩との接触を回避していく。続いて、屋外に出ると左手にチャップス先生が現れ、2回目の巻き上げ部へと進み、頂上に到達するとティキ族によってレールが破壊され、再び急降下する。『マリオカート7』に登場するDKジャングルの叫ぶ石像によってトロッコのレールが壊され、トロッコは水面すれすれを通り、最終的に黄金のしんでんへと帰還。ティキ族を倒すドンキーコングとゴールデンバナナを取り返す演出によりライドは終了する。

## 沿革
2019年6月11日、ユニバーサル・クリエイティブおよびユニバーサル・シティ・スタジオはアメリカ合衆国特許商標庁に「BOOM COASTER」という名称で新型ローラーコースターの設計を提出した。それによると、「乗客用車両と実際の軌道（レール）との間に模擬レールを設け、実際の軌道を乗客の視界から妨げる」と記載されており、これは「ドンキーコングのクレイジー・トロッコ」の構造に類似している。
2019年8月頃、アメリカ合衆国ユタ州オグデンの製造・精密加工・特殊加工を行うPetersen Inc.にて、このコースターの試作機のテスト運転中と思われる映像がネット上で出回った。
2021年9月28日、『ドンキーコング』シリーズをテーマにした新エリアがスーパー・ニンテンドー・ワールドの第二期エリアとして拡張されることを発表した。この時点では「ドンキーコングのクレイジー・トロッコ」については革新的なコースター型ライドアトラクションとしか発表されていなかった。
2023年12月5日には新エリアのキックオフ・プレゼンテーションとして、ドンキーコング・カントリーについてより詳細な内容が発表された。合同会社ユー・エス・ジェイCEOのJ.L.ボニエ、 執行役員副社長CMOの村山卓、そしてユニバーサル・クリエイティブ チーフ・クリエイティブ・オフィサーのブライアン・ロビンソンらが登壇し、新エリアについて紹介した。この発表では、ドンキーコングのクレイジー・トロッコについて「従来のライド・アトラクションのアイディアに縛られない新規性と革新性に富んだコースターデザインを開発し、壊れたトラックをジャンプするような予測不能な体験を提供、視覚的にも本能的にも刺激あふれる体験」と発表された。また、音楽に合わせてコンガを叩くインタラクティブ施設の導入や、ドンキーコングとディディーコングのパワーアップバンドが発売されることが発表された。
これらの新要素であるアクティビティやスマートフォンとの連携機能は、既存のパワーアップバンドと同様に使用でき、現在ユニバーサル・スタジオ・ハリウッドなどの海外パークで使用されているパワーアップバンドも日本のスーパー・ニンテンドー・ワールド内で使用できる。しかし、これらの蓄積されたコイン数などはそれぞれパークごとに独立しており、スマートフォンとの連携機能を利用するにはそれぞれのパークのアプリをダウンロードする必要がある。USJのものを海外パークで使う際も同様である。
同年12月22日には「ドンキーコングのクレイジー・トロッコ」のTVCMが公開された。
ドンキーコング・カントリーの開業に先駆け、新エリアの雰囲気を体験できるイベントとして「スーパー・ニンテンドー・ワールド『PLAY WILD! チャレンジ』」が東京、名古屋、福岡の3都市で開催された。開催場所や日時は2024年2月15日、16日に東京の増上寺、同年2月22日、23日に名古屋のHisaya odori Parkテレビトーヒロバ、同年3月7日、8日に福岡の福岡タワー前広場にて行われた。当イベントでは、ドンキーコング・カントリーに設置予定である樽型の楽器であるコンガを音楽に合わせて叩くインタラクティブ施設や、2021年に開業したスーパーマリオ・ランドに設置されているハテナブロック、巨大なマリオとドンキーコングとの写真が撮れるフォトスポットが設けられた。
2024年4月19日、開業時期が2024年春から同年後半（7月以降）に延期されたことが発表された。プレスリリースによると、「仕上げ段階には入っているが、より完成度を高めるためにさらに調整期間が必要であった」とされた。
2024年11月12日、任天堂公式YouTubeチャンネルで配信された『Nintendo Direct』にて2024年12月11日にグランドオープンすることが発表された。この発表では、宮本茂がエリア内を紹介し、ドンキーコングのクレイジー・トロッコに乗車した様子や、フード、コンガを叩いてランビを誘い出す「ランビのジャングルコンガ」などが公開された。また、プレスリリースではエクスプレスパスや年間パスグランロイヤル向けの招待イベントについても発表された。
同年11月27日、29日、30日、12月1日、2日に年間パスグランロイヤル向けの招待が行われ、11月28日17時から20時にはUSJファン向けの招待も実施された。招待開催中は、原則としてエリア内での撮影が禁止され、エリア内で購入したフードはエリア内で食べきるよう案内された。開催中はアトラクションが運休となり、ユニバーサル・エクスプレスパスを配布する事態も発生した。また、11月28日の午前中にはYouTuberなど影響力のあるゲストが招待された。
同年12月10日には前夜祭として、任天堂株式会社代表取締役フェロー宮本茂、俳優の福原遥、ユニバーサル・ディスティネーション＆エクスペリエンス会長兼CEOのマーク・ウッドベリー、合同会社ユー・エス・ジェイ社長CEOのJ.L.ボニエが登壇し、壮大なライティング演出とジャングル最奥にそびえるシンボル「黄金の神殿」と『ドンキーコング・カントリー』全体がカラフルで生き生きとした光にあふれ、“本能が大爆走”することを体現したエンターテイナーたちのパフォーマンスが行われた。
そして、12月11日、パークオープン前に宮本茂とJ.L.ボニエが登壇しオープンイベントが行われ、その後「ドンキーコング・カントリー」および「ドンキーコングのクレイジー・トロッコ」などの施設がオープンした。
オープン日以降1週間は朝の混雑が顕著となり、アトラクションの待ち列はJAWSのあたりまで最後尾が伸びることもあった。10時時点でもスタープラザ付近が最後尾となっていた。最初の日曜日である12月15日には過去最高となる300分待ちとなることもあったが、これはアトラクションの停止も含めた待ち時間であった。